# Jan Rutkiewicz (urbanista)
Jan Rutkiewicz (ur. 1944) – polski inżynier architekt, urbanista, burmistrz dzielnicy Warszawa-Śródmieście w latach 1990–1994.

## Życiorys
Jest synem działaczy komunistycznych Wincentego Jana Rutkiewicza i Marii Rutkiewicz. Urodził się w więzieniu na Pawiaku, gdzie przetrzymywano jego matkę. W 1965 ukończył studia na Wydziale Architektury Politechniki Warszawskiej. W latach 60. i 70. brał udział w projektowaniu siedziby Uniwersytetu Mikołaja Kopernika w Toruniu, obiektów sportowo-rekreacyjnych w Warszawie oraz obiektów mieszkaniowych i użyteczności publicznej w Wielkiej Brytanii. Od 1979 do 1990 był głównym projektantem w Biurze Planowania Rozwoju Warszawy. W latach 1990–1994 pełnił funkcję burmistrza gminy Warszawa-Śródmieście. Był ekspertem Fundacji Inicjatyw Społeczno–Ekonomicznych (1995–1997). Następnie powrócił do pracy w BPRW, gdzie najpierw był tymczasowym kierownikiem, a od 2000 pełni funkcję dyrektora. W latach 90. i później uczestniczył m.in. w opracowaniu koncepcji Trasy Siekierkowskiej oraz projektu planów zagospodarowania przestrzennego Portu Praskiego i dzielnicy Śródmieście.